# Rita Valero
Rita Valero és una compositora i cantant catalana. Ha format part de diversos grups musicals, i el l'abril de 2015 va presentar el seu primer disc en solitari a la Sala Alter Ego de Palafrugell, 100%. El seu estil musical s'ha anomenat furious latin soul (soul llatí furiós).